# Cabucala
Cabucala é um género botânico pertencente à família Apocynaceae.